# Джхукар
Джхукар — археологическая культура древней Индии.

## Местонахождение и периодизация
В настоящее время находится в провинции Синд в Пакистане у одноименного селения — Джхукар.
Датируется примерно — XVI—XV вв. до н.э.

## Артефакты и их анализ
Культура впервые была открыта индийским археологом Н. Маджумдаром в 20-х гг. XX века.
Артефакты данной культуры обнаружены на незначительной территории, и вопрос о её происхождении ещё не решён.
Культура определяется как послехараппская (см. Хараппская цивилизация).
Характерными считаются
 — двухцветная керамика, имеющая аналогии с белуджистанскими типами
 — своеобразные печати из камня, фаянса, глины.
Наиболее характерные артефакты были найдены в Чанху-Даро, где слой культуры Джхангар залегал над слоем с послехараппской культурой Джхукар.
Носители культуры Джхангар захватили Чанху-Даро после того, как он был покинут «джхукарцами».
Явно присутствует сходство культуры с культурами Северного Белуджистана и Ирана, что указывает на проникновения племён из названных областей в долину Инда.
Анализ артефактов Чанху-Даро указывает на наличие временного разрыва между культурами Хараппы и Джхукар.
Некоторые иностранные археологи (М. Уилер, С. Пиггот и др.) отождествляет носителей культуры Джхукар с ариями, а российские ученые полагают, что «… Именно с племенами Белуджистана, но не с ариями следует, очевидно, связывать и послехараппские культуры Джхукар и Джхангар».